# Bosna (historická země)

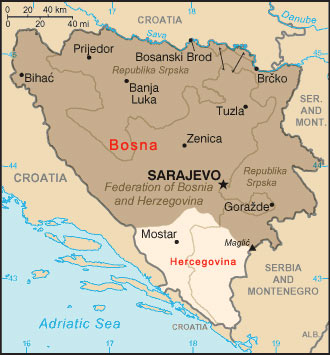
Bosna na mapě současné Bosny a Hercegoviny

Bosna (cyrilicí Босна) je historická země na Balkáně. Rozkládá se na jih od Panonské pánve; řeky Sáva a Drina vymezují severní a východní hranici této země, zatímco na západě je ohraničena hřebeny Dinárských hor, které ji oddělují od moře.
Územní rozsah Bosny se v minulosti často měnil; dnes zabírá plochu okolo 41 000 km², čímž tvoří asi 80 % rozlohy Bosny a Hercegoviny. Historickým hlavním městem je Sarajevo, zároveň i hlavní město celé (kon)federace. Po roce 1851 už neexistují žádné oficiální hranice mezi vlastní Bosnou a sesterskou Hercegovinou, ovšem povědomí o obou těchto zemích až dodnes přetrvává – byť jsou obě neorganicky (dle bitevních linií z roku 1995) rozděleny mezi Federaci Bosny a Hercegoviny a Republiku srbskou.